# 라이언 가코
라이언 프란시스 가코(Ryan Francis Garko, 1981년 1월 2일 ~ )는 프로 야구 외야수, 1루수, 지명 타자이다. 내셔널 리그 전 콜로라도 로키스의 선수이자, 현 퍼시픽 대학교의 야구부 감독이다. 대학시절에는 포수였다. 그는 메이저 리그의 클리블랜드 인디언스, 샌프란시스코 자이언츠, 텍사스 레인저스에서 뛰었다. 전 ESPN 리포터 존 시켈스는 그를 필드의 모든 곳으로 치는 좋은 타자지만, 수비 자질이 부족하다고 평가했다. 그는 삼진을 잘 당하지는 않지만, 많은 볼넷을 얻어내는 타자는 아니라고 평가받는다.
삼성 라이온즈 입단 당시 류중일 감독이 매우 신임했었지만 기대 이하였다고 한다.
스탠퍼드 대학교 재학 시절 때, 조니 벤치상을 수상했다.

## 내력
어린 시절 애너하임 근방에 살아 로스앤젤레스 에인절스 오브 애너하임의 팬이었고, 가렛 앤더슨, 팀 살몬, J. T. 스노우를 동경했다.
애너하임의 Servite High School 재학 시절 애틀랜타 브레이브스의 스카우트를 겸임하던 토드 쿡의 지도를 받았다. 당시 팀 동료로는 2009년 7월까지 클리블랜드에서 함께 뛰었던 벤 프란시스코가 있다. 졸업반이던 1999년에는 주로 가코가 3번 타자, 프란시스코가 4번 타자를 맡았다. 이후 스탠퍼드 대학교에 진학해 미국 연구학을 전공했다.
2003년 드래프트 3순위(전체 78순위)로 클리블랜드 인디언스에 입단한다.
2005년 9월 18일, 메이저 리그에 데뷔하지만 1경기에 출장하여 1타석 삼진으로 메이저 리그에서의 첫 시즌을 마친다. 이듬해 2006년 50경기 출장, 타율 .292, 7홈런, 45타점을 기록. 그리고 2007년에는 138경기 출장, 타율 .289, 21홈런, 61타점을 올렸으며, 20사구로 리그 3위를 기록했다.
2009년 7월 28일, 스캇 반스와의 트레이드로 샌프란시스코 자이언츠로 이적하였다.
2010년 2월 1일, 시애틀 매리너스와 55만 달러(1년)에 계약한다. 그러나 시애틀 매리너스의 개막 로스터에 이름을 올리지 못하고 웨이버 공시되어 텍사스 레인저스와 계약했으나 15경기 3안타에 그쳐 마이너 리그로 내려가게 된다. 그 후 시즌의 대부분을 텍사스 레인저스 산하 트리플 A에서 보내다가, 시즌 종료 후 FA 자격을 얻어 2010년 12월 삼성 라이온즈와 계약했다.
2011년 6월 성적이 지지부진하자 류중일 감독의 신뢰를 잃고 2군으로 강등된 후, 2군에서 손가락 부상을 당해 웨이버 공시되었다. 이후 삼성 라이온즈는 대체 선수로 덕 매티스를 영입했으며  한때 좌완 에릭 스털츠가 물망에 올랐다.

## 학력
- 스탠퍼드 대학교
- 서바이트 고등학교

## 통산 성적

### 메이저 리그
| 연도        | 소속         | 경 기 수 | 타 석 | 타 수 | 득 점 | 안 타 | 2 루 타 | 3 루 타 | 홈 런 | 루 타 | 타 점 | 도 루 | 도 루 사 | 희 생 타 | 4 구 | 사 구 | 삼 진 | 병 살 타 | 타 율 | 출 루 율 | 장 타 율 | O P S |
| ----------- | ------------ | -------- | ----- | ----- | ----- | ----- | ------- | ------- | ----- | ----- | ----- | ----- | -------- | -------- | ---- | ----- | ----- | -------- | ----- | -------- | -------- | ----- |
| 2005년      | 클리블랜드   | 1        | 1     | 1     | 0     | 0     | 0       | 0       | 0     | 0     | 0     | 0     | 0        | 0        | 0    | 0     | 1     | 0        | .000  | .000     | .000     | .000  |
| 2006년      | 클리블랜드   | 50       | 209   | 185   | 28    | 54    | 12      | 0       | 7     | 87    | 45    | 0     | 0        | 3        | 14   | 7     | 37    | 5        | .292  | .359     | .470     | .829  |
| 2007년      | 클리블랜드   | 138      | 541   | 484   | 62    | 140   | 29      | 1       | 21    | 234   | 61    | 0     | 1        | 3        | 35   | 20    | 94    | 12       | .289  | .359     | .483     | .842  |
| 2008년      | 클리블랜드   | 141      | 563   | 495   | 61    | 135   | 21      | 1       | 14    | 200   | 90    | 0     | 0        | 8        | 46   | 15    | 86    | 10       | .273  | .346     | .404     | .750  |
| 2009년      | 클리블랜드   | 78       | 273   | 239   | 29    | 68    | 10      | 0       | 11    | 111   | 39    | 0     | 0        | 4        | 22   | 10    | 40    | 6        | .285  | .362     | .464     | .826  |
| 2009년      | 샌프란시스코 | 40       | 127   | 115   | 10    | 27    | 3       | 1       | 2     | 38    | 12    | 0     | 0        | 0        | 9    | 3     | 10    | 2        | .235  | .307     | .330     | .638  |
| 2009년 합계 | 샌프란시스코 | 118      | 400   | 354   | 39    | 95    | 13      | 1       | 13    | 149   | 51    | 0     | 0        | 4        | 30   | 13    | 50    | 8        | .268  | .344     | .421     | .765  |
| 2010년      | 텍사스       | 15       | -     | 33    | 0     | 3     | 0       | 0       | 0     | 3     | 3     | 0     | 0        | -        | 3    | 1     | 4     | -        | .091  | .167     | .091     | .258  |
| 통산 6시즌  | 통산 6시즌   | 463      | -     | 1552  | 190   | 427   | 75      | 3       | 55    | 673   | 250   | 0     | 1        | -        | 156  | 55    | 268   | -        | .275  | .347     | .434     | .781  |

### 한국 프로 야구
| 연도       | 소속       | 타 율 | 경 기 | 타 석 | 타 수 | 득 점 | 안 타 | 2 타 | 3 타 | 홈 런 | 루 타 수 | 타 점 | 도 루 | 도 실 | 볼 넷 | 사 구 | 삼 진 | 희 타 | 희 비 | 고 4 | 병 살 | 실 책 | 멀티 히트 | 장 타 수 | 장 타 율 | 출 루 율 | O P S | 득점권 타율 | 대타 타율 |
| ---------- | ---------- | ----- | ----- | ----- | ----- | ----- | ----- | ---- | ---- | ----- | -------- | ----- | ----- | ----- | ----- | ----- | ----- | ----- | ----- | ---- | ----- | ----- | --------- | -------- | -------- | -------- | ----- | ----------- | --------- |
| 2011년     | 삼성       | 0.243 | 58    | 220   | 189   | 21    | 46    | 8    | 0    | 1     | 57       | 28    | 0     | 1     | 22    | 5     | 34    | 0     | 4     | 0    | 12    | 1     | 14        | 9        | 0.302    | 0.332    | 0.633 | 0.281       | 0.250     |
| 통산 1시즌 | 통산 1시즌 | 0.243 | 58    | 220   | 189   | 21    | 46    | 8    | 0    | 1     | 57       | 28    | 0     | 1     | 22    | 5     | 34    | 0     | 4     | 0    | 12    | 1     | 14        | 9        | 0.302    | 0.332    | 0.633 | 0.281       | 0.250     |